# كلوديا جاي كينيدي
كلوديا جاي كينيدي (بالإنجليزية: Claudia Kennedy)‏ هي ضابطة أمريكية، ولدت في 14 يوليو 1947 في فرانكفورت في ألمانيا.